# Незабутній роман
«Незабутній роман» (англ. An Affair to Remember) — голівудська романтична комедія з Кері Грантом і  Деборою Керр в головних ролях . Виробництво США, 1957 року, режисер Лео Маккері. Це ремейк стрічки 1939 «Love Affair» («Любовний роман»), того ж режисера. Розбі́жність поміж цими двома версіями сюжету, хіба тільки в тому, що фільм 1957 кольоровий і широкоекранний.
Успіху фільму дуже сприяла пісня «Незабутній роман» (Our Love Affair) — композитор Гаррі Воррен, слова — Лео Маккері і Гарольд Адамсон. Пісню виконує Вик Дамон (Vic Damone) — на початку, в титрах, а потім — героїня фільму, співачка Террі Маккей (Дебора Керр), співає її для публіки в ресторані голосом співачки Марни Ніксон.
Фільм номінувався на «Оскар» у чотирьох категоріях (1958). Американський інститут кіномистецтва вписав «Незабутній роман» до списку «100 найкращих американських фільмів про кохання» за всю історію кіно (під № 5).

## Сюжет
На круїзному судні, що пливе з Європи в Нью-Йорк, між співачкою нічного клубу Тері Маккей і привабливим плейбоєм, що користується міжнародною популярністю, Нікі Ферранте зав'язується роман. Вони обидвоє заручені, але незважаючи на це, домовляються зустрітися через шість місяців на верхньому оглядовому майданчику хмарочоса «Емпайр стейт білдінг», щоб потім вже не розлучатися. Через несподіваний дорожній інцидент, в який Тері потрапила та пошкодила ноги, вона не приходить на зустріч, і Нікі починає думати, що вона вийшла заміж або розлюбила його. Чи зможе він дізнатися правду і возз'єднатися зі своєю справжньою любов'ю, або ж доля розлучить їх назавжди?

## У ролях

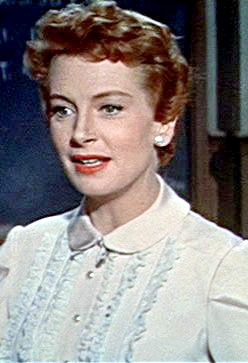
Дебора Керр

- Кері Грант — Нікі Ферранте, плейбой «міжнародного» класу
- Дебора Керр — Тері Маккей, приваблива співачка нічного клубу
- Річард Деннінг — Кеннет Бредлі, наречений Тері Маккей
- Нева Паттерсон — Луїз Кларк
- Кетлін Несбітт — Жану, бабуся Ніки Ферранте
- Марні Ніксон — голос, яким співає Тері Маккей

## Нагороди
- 'Номінації на « Оскар»'  (1958):
  - Найкраща операторська робота — оператор Мільтон Р. Краснер
  - Найкращі костюми — художник Чарльз Лемейр
  - Найкраще музичне оформлення — композитор Гуго Фрідгофер[de]
  - Найкраща пісня — «April Love»; музика: Гаррі Воррен • слова: Гарольд Адамсон і Лео Маккері …
- 'Приз Гільдії американських режисерів'  (1958)

Номінація в категорії: Видатне досягнення в режисурі кіно — реж.  Лео Маккері.
- 'Laurel Awards'  («Золотий Лоурел», 1958): Номінація в категорії: Найкращий композитор — композитор Гуго Фрідгофер[de]

## Спадщина
- «Незабутній роман» згадується ностальгічно у фільмі «Несплячі в Сієтлі», з Томом Генксом і Мег Райан. Він підказує, зокрема, закоханим героям ідею зустрітися на вершині Емпайр-Стейт-Білдінг.

- У 1994 році був зроблений ремейк під назвою «Любовний роман» (або « Любовна історія» — Love Affair), з  Ворреном Бітті і Аннетт Бенінг у головних ролях. У невеликій епізодичній ролі в ньому зайнята Кетрін Гепберн — це її остання поява на кіноекрані.